# Amity (Arkansas)
Amity es una ciudad ubicada en el condado de Clark en el estado estadounidense de Arkansas. En el Censo de 2010 tenía una población de 723 habitantes y una densidad poblacional de 85,19 personas por km².

## Historia
Amity fue fundada en 1847 por varias familias bajo el liderazgo del diácono William F. Browning, quien trabajó como el agrimensor del Condado de Clark desde 1846 hasta 1854. El grupo se asentó junto al río Caddo, atraídos por la abundancia de agua potable. Browning construyó una casa de dos plantas al este del arroyo llamado Caney Creek. Esta se convertiría en el centro de la comunidad. Browning fue quien eligió el nombre de Amity para la ciudad.
Junto con otros ciudadanos, Browning formó la Bethel Missionary Baptist Church (Iglesia Misionera Bautista de Bethel), la primera organización religiosa en el área. Ellos construyeron una casa de madera que serviría como iglesia y escuela, estando esta última a cargo del capitán Robert S. Burke, un antiguo oficial militar y cuñado de Browning. Varios meses después, se estableció la primera oficina postal de Amity.
La situación de la comunidad se vio afectada por el inicio de la guerra civil estadounidense. El pueblo apoyó a la Confederación inicialmente, pero más tarde la población tuvo opiniones distintas y hombres de Amity pelearon tanto para el Ejército de la Confederación, así como para el Ejército de la Unión. En varios casos, familias fueron separadas por sus preferencias, causando desorden en la pequeña comunidad. Durante la guerra, soldados de la Unión quemaron la escuela y la prensa de algodón de Browning.
Luego del final de la guerra, el centro de la comunidad se movió al sur del río Caddo, siendo John Hays Allen y Dr. Amariah Biggs los primeros en asentarse en el lugar cerca de 1850. Dr. Biggs era conocido ampliamente como un médico y ministro metodista. La oficina postal se trasladó a esta nueva localización. En 1870, el antiguo coronel Philander Curtis, nativo de Connecticut, se asentó en la comunidad. Curtis construyó la primera casa en el lugar donde la ciudad de Amity se encuentra en la actualidad. Él fue el encargado de la oficina postal por varios años. En 1871, Curtis, Riley Thompson y Jacob H. Lightsey compraron varias propiedades a John Hays Allen, en las cuales planearon construir el centro del pueblo alrededor de una plaza pública. Para 1874, Amity era una villa próspera y contaba con nuevos negocios e iglesias. En 1880 el pueblo trató de ser incorporado, pero esto no sucedió hasta varios años más tarde.
A finales de los años 1870 se construyó una nueva escuela, siendo Richard Melanchton Burke, hijo del capitán Robert Burke, el primer maestro. También se formó la Amity Male and Female Academy (Academia Masculina y Femenina de Amity), que más tarde se convertiría en la Amity High School (Escuela Secundaria de Amity). Richard Burke murió en 1883 y la escuela tuvo problemas hasta 1888, cuando Samuel M. Samsom llegó al pueblo. Él sería el director de la escuela secundaria, que en ese entonces era privada, durante los próximos 20 años. Luego de su muerte, la escuela fue absorbida por el Amity Public School System (Sistema de Escuelas Públicas de Amity).
En 1887, un falso rumor de que había oro en el área conocida como las Trap Mountains provocó una corta fiebre del oro, la cual terminó cuando se descubrió la verdad. Poco después de 1900, el Gurdon and Fort Smith Railroad (Ferrocarril de Fort Smith y Gurdon) fue construido a través de Amity, lo que mejoró la economía del pueblo grandemente. La industria madera empezó a prosperar y varios aserraderos fueron construidos en Rosboro y Glenwood. Amity se convirtió en el principal centro de transporte y de comercio para el área y, en 1905, el Bank of Amity (Banco de Amity) fue inaugurado. El Banco se encuentra en el National Register of Historic Places. En 1899, el primer periódico del pueblo, el Amity Enterprise, empezó su circulación. El Amity Enterprise fue seguido por el Four-County Courier, el cual abrió en 1915, y por el Amity Owl en 1922. Durante la Segunda Guerra Mundial, la escasez de cinabrio causó una corta pero productiva industria minera en las montañas al sur del pueblo. Esta actividad fue conocida como la Quicksilver Rush (Fiebre del Mercurio). Sin embargo, cualquier actividad minera había terminada para 1940 y las minas cerraron luego de la guerra y del incremento en la oferta mundial.
La industria maderera pronto se convirtió en la principal fuente de empleos para el área, luego de la apertura de la Bean Lumber Company en 1940, seguida por la Barksdale Lumber Company, las cuales prosperaron durante los años 1980. En su mejor momento, la Bean Lumber Company estaba produciendo más de 150 millones de pies madereros de madera de pino y 120 millones de pies madereros de madera preservada anualmente, convirtiendo la compañía en uno de los mayores distribuidores de pino sureño en los Estados Unidos. La Bean Lumber Company abriría aserraderos en Glenwood y en Buckner (Misuri).
Para 2007, la Bean Lumber Company estaba pasando problemas económicos y estaba bajo investigación por motivos financieros. El aserradero de Amity cerró sin esperanza de reabrir y el aserradero de Glenwood fue cerrado por Wells Fargo debido a una deuda. Estos eventos afectaron la economía local, disminuyendo las oportunidades de empleo, así como el número de habitantes, ya que muchos tuvieron que abandonar el pueblo para buscar trabajo en otros lugares.

## Geografía
Amity se encuentra ubicada en las coordenadas 34°15′59″N 93°27′48″O / 34.26639, -93.46333. Según la Oficina del Censo de los Estados Unidos, Amity tiene una superficie total de 8.49 km², de la cual 8.49 km² corresponden a tierra firme y (0%) 0 km² es agua.

## Demografía
Según el censo de 2010, había 723 personas residiendo en Amity. La densidad de población era de 85,19 hab./km². De los 723 habitantes, Amity estaba compuesto por el 95.44% blancos, el 0.69% eran afroamericanos, el 0.83% eran amerindios, el 0.28% eran asiáticos, el 0% eran isleños del Pacífico, el 2.21% eran de otras razas y el 0.55% pertenecían a dos o más razas. Del total de la población el 3.6% eran hispanos o latinos de cualquier raza.